# Xã Richardson, Quận Morrison, Minnesota
Xã Richardson (tiếng Anh: Richardson Township) là một xã thuộc quận Morrison, tiểu bang Minnesota, Hoa Kỳ. Năm 2010, dân số của xã này là 536 người.